# Odyendea gabonensis
Odyendea gabonensis ist ein Baum in der Familie der Bittereschengewächse aus West- und Zentralafrika.

## Beschreibung
Odyendea gabonensis wächst als immergrüner Baum bis über 30 Meter hoch. Der Stammdurchmesser erreicht über 1 Meter. Der Stamm ist meist geriffelt und die Borke ist gräulich.
Die schraubig angeordneten, gestielten Laubblätter sind unpaarig gefiedert mit bis zu 13 Blättchen. Die kurz gestielten, ganzrandigen, ledrigen, unterseits helleren, kahlen und abgerundeten bis stumpfen öfters eingebuchteten, elliptischen bis eiförmigen oder verkehrt-eiförmigen Blättchen sind bis zu 12 Zentimeter lang. Die Nervatur ist gefiedert mit feinen, undeutlichen Seitenadern. Die Nebenblätter fehlen. Die jungen Blätter sind rötlich.
Es werden end- oder achselständige und fast kahle, vielblütige Rispen gebildet. Die kleinen, zwittrigen, weiß-gelben und meist vier- bis fünfzähligen Blüten mit doppelter Blütenhülle sind kurz gestielt. Es sind bis zu 8–10 kurze Staubblätter  mit langem, behaartem Anhängsel unten an den Staubfäden vorhanden. Der gelappte Fruchtknoten ist oberständig mit kurzem Griffel mit kurzen Narbenästen. Es ist ein dicker, polsterförmiger und gefurchter Diskus vorhanden.
Es werden rötliche, bis 7 Zentimeter große, einsamige und einseitig, mittig leicht gefurchte, eiförmige bis rundliche Steinfrüchte gebildet. Meist entwickelt sich nur eine Frucht pro Blüte. Der große, harte Steinkern ist dickschalig.

## Verwendung
Das Holz ist leicht, weich und spröde sowie nicht beständig. Es wird lokal für verschiedene Anwendungen genutzt.
Aus den Samen kann ein Fett (Odyendyébutter) oder ein Mehl erhalten werden. Die Samen werden auch geröstet gegessen. Die Rinde und Blätter werden medizinisch genutzt.